# Maria Jotuni

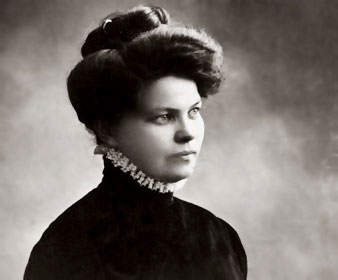
Maria Jotuni

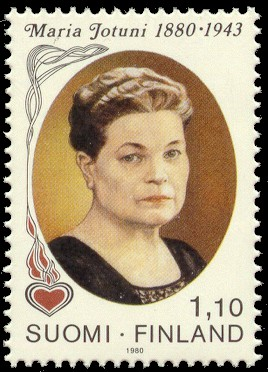
Finnische Briefmarke aus dem Jahr 1980

Maria Jotuni (* 9. April 1880 in Kuopio; † 30. September 1943 in Helsinki) war eine finnische Schriftstellerin.

## Leben
Zunächst verfasste Jotuni Novellen. Eine erste Sammlung wurde im Jahr 1905 veröffentlicht. Sie wandte sich dann Dramen und Komödien zu. In ihren Werken schilderte sie häufig sehr starke Frauen, was im Gegensatz zum Frauenbild ihrer Zeit stand. Ihr Drama Miehen kylkiluu aus dem Jahr 1914 wurde am Finnischen Nationaltheater aufgeführt und weckte schon vor der Premiere moralische Zweifel, da das Stück die Jagd von Frauen nach Männern thematisiert. 1929 wurde das Drama in Lübeck auf Deutsch aufgeführt.
Sie befasste sich in ihren Stücken mit aktuellen Themen, so thematisierte sie 1918 Kriegsspekulanten. Ihr Werk Tohvelisankarin rouva aus dem Jahr 1924, in dem die Ehe als erbärmlich dargestellt wird, wurde auf parlamentarischer Ebene diskutiert. Es gab Forderungen, aufgrund des als unmoralisch empfundenen Inhalts des Stücks dem Nationaltheater die Unterstützung zu streichen.
Als letztes ihrer Werke erschien Im Jahr 1963, zwanzig Jahre nach ihrem Tod, der Roman Huojuva talo, den sie in den 1930er Jahren verfasst hatte. 1990 wurde der Roman, der sich wieder kritisch mit der Ehe auseinandersetzt, von Eija-Elina Bergholm verfilmt.

## Auszeichnungen
Im Jahr 1938 erhielt sie den Aleksis-Kivi-Preis. 1980 gab die Finnische Post eine Briefmarke mit ihrem Porträt heraus.

## Werke (Auswahl)
- Suhteet, Novellen, 1905
- Miehen kylkiluu, (Des Mannes Rippe), Drama, 1914
- Kultainen vasikka, 1918
- Tohvelisankarin rouva, 1924
- Huojuva talo, 1963